# 平背蜞
平背蜞（学名：Gaetice depressus）为方蟹科蜞属的动物。分布于朝鲜、日本、台湾岛以及中国大陆的广东、福建、浙江、江苏、山东等地，生活环境为海水，主要生活于低潮线的石块下。